# Kościół poewangelicki w Łeknie
Kościół poewangelicki – dawna świątynia protestancka znajdująca się w dawnym mieście, obecnie wsi Łekno, w powiecie wągrowieckim, w województwie wielkopolskim.
Świątynia reprezentuje styl neogotycki. Wybudowano ją w 1910 roku. Obecnie jest nieczynna i należy do osoby prywatnej.
Do rejestru zabytków pod numerem 63/Wlkp/A z 4.07.2001 wpisany jest kościół oraz cmentarz przykościelny.